# Човјек као ја
Човјек као ја је први самостални студијски албум Арсена Дедића из 1969. године, који је објавила дискографска кућа Југотон.

## Омот
Омот албума дизајнирао је графички дизајнер Михајло Арсовски, тада графички уредник Поп Екпресса, првог југословенског музичког часописа насталог по узору на Ролинг Стоун и друге стране рок-часописе. Пендрек је оцењен као "изузетан дизајн". Будући да је албум ауторска исповест Дедића те се представља у првом лицу једнине, на омоту је Арсовски уклопио фотографије Дедића из разних периода, као и људи који су на њега утицали, попут Ђина Паолија. Једна од централних фотографија је фотографија петнаестогодишњег Арсенија Дедића с оцем и старијим братом Милутином у одорама Шибенске народне музике испред шибенске градске каване из 1953, која представља почетак Арсеновог музичког пута. Комисија за аквизиције Одјела за архитектуру и дизајн њујоршког Музеја савремене уметности (МоМа) изабрало је у августу 2015. насловницу албума за своју збирку као "изузетно дело" те репрезентативни примерак графичког дизајна у то време. Занимљивост је да је штампарским превидом у пробном отиску изостављена композиција "Сандра" на омоту албума те је сам Дедић, према сопственом казивању, усред ноћи отишао у штампарију указати на грешку и замолити исправак. Везиво је одштампано у Загребачкој штампарији.